# Suckow (Ruhner Berge)
Suckow ist ein Ortsteil der Gemeinde Ruhner Berge im Süden des Landkreises Ludwigslust-Parchim in Mecklenburg-Vorpommern (Deutschland).
Die zuvor selbständige Gemeinde Suckow wurde zum 1. Januar 2019 mit Marnitz und Tessenow zur neuen Gemeinde Ruhner Berge zusammengeschlossen. Sie wurde vom Amt Eldenburg Lübz mit Sitz in der Stadt Lübz verwaltet.

## Geografie

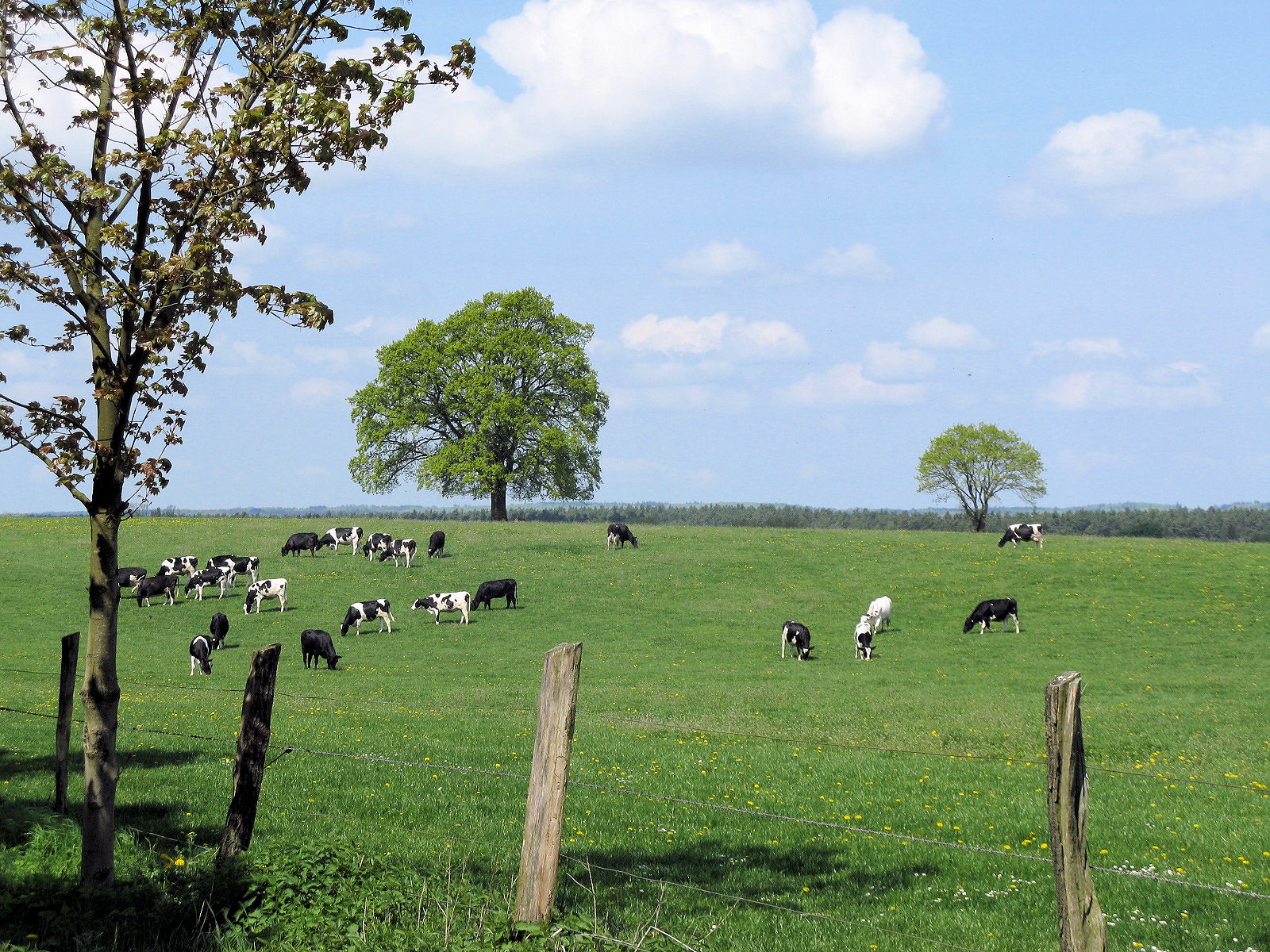
Weide bei Drenkow

Suckow befindet sich zwischen den Anhöhen der Ruhner Berge und der Ebene der Mooster Wiese. Südlich von Mentin befinden sich mit einer Anhöhe von 138,2 Metern und dem Scharfenberg mit 135,7 m ü. NHN die höchsten Punkte des ehemaligen Gemeindegebietes. Vor allem der Süden der ehemaligen Gemeinde bei Griebow weist größere Waldflächen auf. Im Norden entspringt der Moosterbach.
Ortsteile der Gemeinde Suckow waren Drenkow, Griebow, Mentin und Suckow.

### Verkehr
Suckow liegt an der Bundesstraße 321. Durch das ehemalige Gemeindegebiet führt die Bundesautobahn 24, die über die Anschlussstelle Suckow erreichbar ist. Suckow liegt etwa 18 Kilometer südöstlich von Parchim. Die Eisenbahnstrecken Putlitz–Suckow und Parchim–Suckow wurden 1980 bzw. 1947 stillgelegt.

## Geschichte
Suckow wurde 1328 erstmals als Sucowe urkundlich erwähnt. Der Ortsname von Suckow stammt vom slawischen Lokator suka (Hund) ab, also  Ort des Suk, der Suka, möglich ist auch ein Deutung als Hundeort.

Suckow und der Nachbarort Drenkow waren seit dem Mittelalter zwischen Mecklenburg und Brandenburg geteilt, so dass es bis ins 20. Jahrhundert sowohl im mecklenburgischen Landkreis Parchim als auch im brandenburgischen Landkreis Ostprignitz die Gemeinden Suckow und Drenkow gab.
Mit dem Gesetz über Änderung von Grenzen der Länder erfolgte zum 1. Juli 1950 in der DDR ein Gebietstausch zwischen den Ländern Brandenburg und Mecklenburg. Die Gemeinden Suckow (Ostprignitz) und Drenkow (Ostprignitz) wurden in den mecklenburgischen Landkreis Parchim umgegliedert. Zusammen mit dem mecklenburgischen Drenkow wurden sie in die mecklenburgische Gemeinde Suckow eingegliedert. Ab 1952 gehörte die Gemeinde Suckow zum Kreis Parchim im Bezirk Schwerin. Seit 1990 gehört Suckow zum Land Mecklenburg-Vorpommern und seit dem 1. Juli 2004 zum Amt Eldenburg Lübz.
Griebows slawischer Name bedeutet Pilzort.
Mentin, ein zum 1. Januar 1951 nach Suckow eingemeindeter Ort, wurde 1388 erstmals urkundlich erwähnt. Der Name stammt vom altslawischen mątŭ für Trübung ab und bedeutet so viel wie Ort am trüben Wasser oder auf den Lokator bezogen Ort des Męta. Das große Gutshaus (Herrenhaus, Schloss) Mentin wurde 1912/13 nach Plänen von Paul Korff für den Industriellen und Rittmeister Arthur Poensgen gebaut. Das Gutshaus fungierte zu DDR-Zeiten als Kinderheim. Einblicke in das Heimleben gewährt der DEFA-Dokumentarfilm Heim von Angelika Andrees und Petra Tschörtner aus dem Jahr 1978.

## Politik

### Wappen
| Wappen von Suckow | Blasonierung: „In Gold eine ausgerissene grüne Linde, der Stamm überdeckt mit einem springenden schwarzen Hund.“ |
| Wappen von Suckow | Wappenbegründung: In dem Wappen soll die Linde den Reichtum dieser Baumart im Ortsteil verdeutlichen. Mit dem Hund wird auf eine Tiergestalt hingewiesen, die in mehreren überlieferten Suckower Sagen eine Rolle spielt, auf den schwarzen Hund. Durch den Zusammenschluss der drei Gemeinden Marnitz, Suckow und Tessenow zur neuen Gemeinde Ruhner Berge, verlor das Gemeindewappen zum 1. Januar 2019 seinen Status als Hoheitszeichen. Es kann aber weiterhin von den Bewohnern als Identifikationssymbol und als Zeichen der Verbundenheit mit ihrem Ort genutzt werden. Das Wappen und die Flagge wurde von dem Schweriner Heraldiker Karl-Heinz Steinbruch gestaltet. Es wurde am 20. Juni 2000 durch das Ministerium des Innern genehmigt und unter der Nr. 209 der Wappenrolle des Landes Mecklenburg-Vorpommern registriert. |

### Flagge

Flagge des Ortsteils Suckow

Die Flagge wurde am 27. März 2003 durch das Ministerium des Innern genehmigt.
Die Flagge besteht zu zwei Dritteln der Länge des Flaggentuchs aus einem grünen Feld und zu einem Drittel, das gleichmäßig längs gestreift ist von Grün, Gelb, Grün, Gelb, Grün, Gelb und Grün. In der Mitte des grünen Feldes liegt das Ortsteilwappen, das zwei Drittel der Höhe des Flaggentuchs einnimmt. Die Länge des Flaggentuchs verhält sich zur Höhe wie 5:3.

## Sehenswürdigkeiten

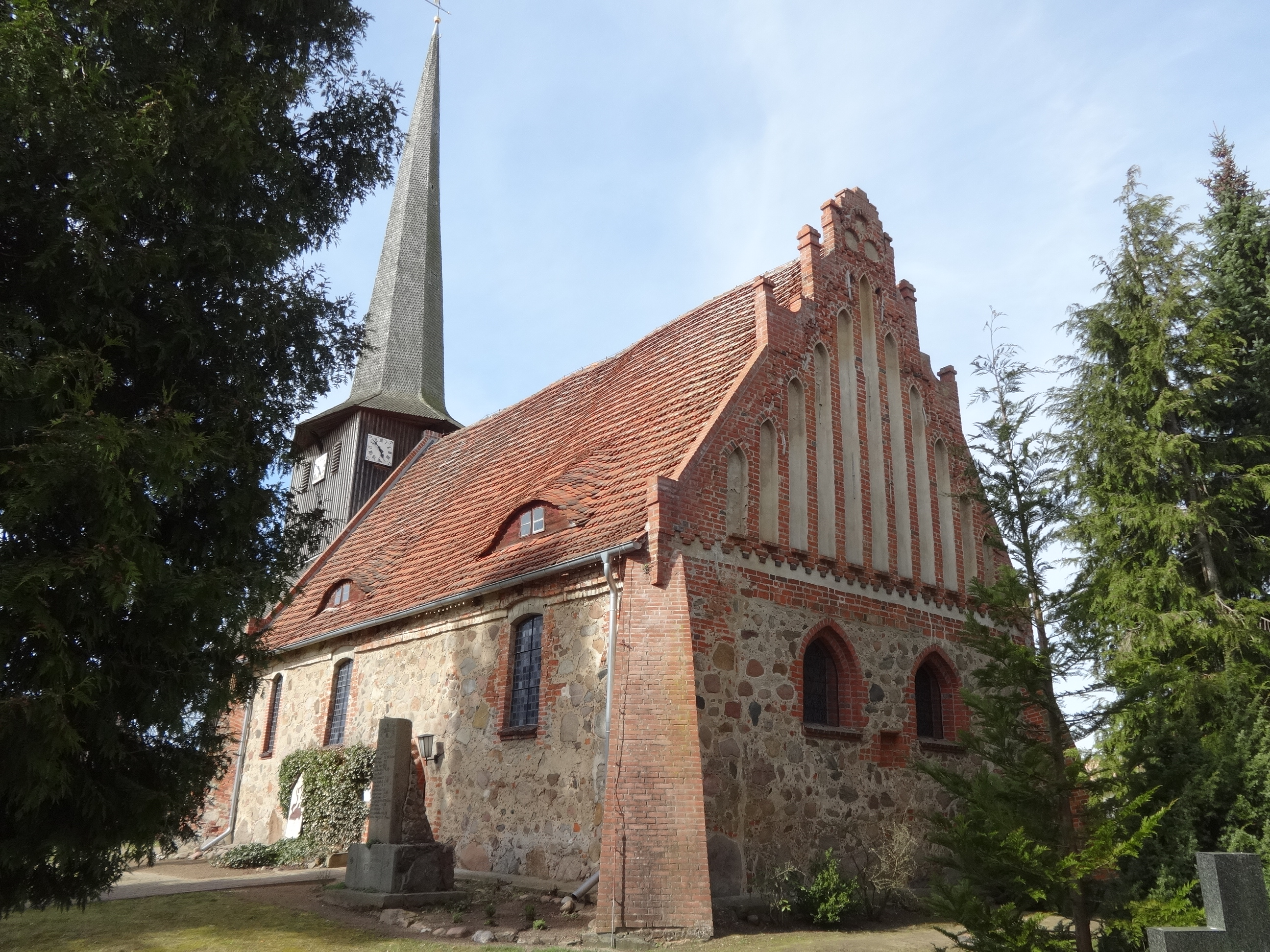
Dorfkirche Suckow

→ Siehe auch Liste der Baudenkmale in Ruhner Berge
- Spätgotische Dorfkirche Suckow, die vermutlich im 14. Jahrhundert errichtet wurde. In seinem Innern ist ein neugotisches Altarretabel aus dem Jahr 1867.
- Mentiner Gutshaus von 1912/1913
- Griebower Mühle an der Grenze zur Prignitz
- Gedenktafel von 1976 in der Dorfmitte an den Todesmarsch der Häftlinge des KZ Sachsenhausen vom April 1945 und seine 6000 Opfer
- Betonstelen von 1996 an der Bundesstraße 321 nahe der Autobahnanschlussstelle Richtung Hamburg an der Todesmarsch-Route, geschaffen von dem Bildhauer Wieland Schmiedel